# Сурматашский государственный заповедник
Сурматашский государственный заповедник — особо охраняемая природная территория Кыргызстана, образованная в 2009 году, которая располагается в Кадамжайском районе Баткенской области. Он был организован постановлением Правительства Кыргызской Республики от 27 июня 2009 года № 414 в целях: «обеспечения сохранения уникальных природных комплексов и биологического разнообразия, охраны редких и находящихся под угрозой исчезновения видов животного и растительного мира, расширения сети особо охраняемых природных территорий».
Площадь заповедника составляет 66 194 гектара.